# Masthugget
Masthugget är en stadsdel och primärområde i stadsområde Centrum i Göteborgs kommun och hör till staden Göteborgs ursprungliga markområden från 1621. Redan 1646 förklarades området som förstad till Göteborg, och en oreglerad bebyggelse uppstod i anslutning till skeppshamnarna utmed Göta älv. Stadsdelen har en areal på 56 hektar.

## Beskrivning

### Gränser
I Göteborgs kommuns administrativa indelning finns ett primärområde som heter Masthugget, som omfattar området från Bangatan i väster till Värmlandsgatan och Vegagatan i öster där primärområdet Olivedal tar vid. Primärområdet motsvarar till stor del stadsdelen Masthugget.
Masthugget angränsar i norr till stadsdelarna Lindholmen och Lundbyvassen på Hisingen, längs en cirka 1 kilometer lång gräns ute i Göta älv. I nordost går gränsen cirka 350 meter mot stadsdelen Inom Vallgraven, för att sedan söderut, längs Järntorgsgatan under cirka 200 meter möta stadsdelen Pustervik. Från Nya Allén kommer stadsdelen Haga, söderut cirka 370 meter, över Järntorget och längs Linnégatan fram till Plantagegatan. Här tar stadsdelen Olivedal vid i söder under drygt 300 meter, längs Plantagegatan och Värmlandsgatan för att sluta i en kort bit av Fjärde Långgatan. I nordväst gränsar därefter Masthugget till stadsdelen Stigberget, längs Fjärde Långgatan, Andra Långgatan och vidare upp för Stigbergsliden där gränsen sedan viker av norrut längs Barlastgatan och fram till Emigrantvägen och västerut cirka 350 meter till Amerikaskjulet. Gränsen går sedan rakt norrut i Göta älv vid Stigbergskajen, där den snart vänder österut under cirka 230 meter för att där igen möta Lindholmen.

### Beskrivning
Stadsdelen består av flera områden med olika karaktär. Vid älven ligger hamnen, glest bebyggd med stora lagerbyggnader och liknande, därefter de täta kvarteren runt Långgatorna. Några hundra meter söder om älven reser sig Masthuggsbergen brant. På dess norra sluttning ligger ett bostadsområde från sent 1960-tal med stora huslängor, på toppen längst i söder är det landshövdingekvarter innan Slottsskogen tar vid. Masthuggskyrkan vetter mot hamninloppet och är en välkänd och karaktäristisk profil i Göteborgs stadssiluett.

### Stadsområdes- och stadsdelsnämndstillhörighet
Primärområdet Masthugget tillhörde fram till årsskiftet 2020/2021 stadsdelsnämndsområdet Majorna-Linné men ingår sedan den 1 januari 2021 i stadsområde Centrum.

## Historik

### 1600-talet till 1900-talet

Masthuggkajen byggs under perioden 1888-1902. Bild från Sjöfartsmuseet Akvariet

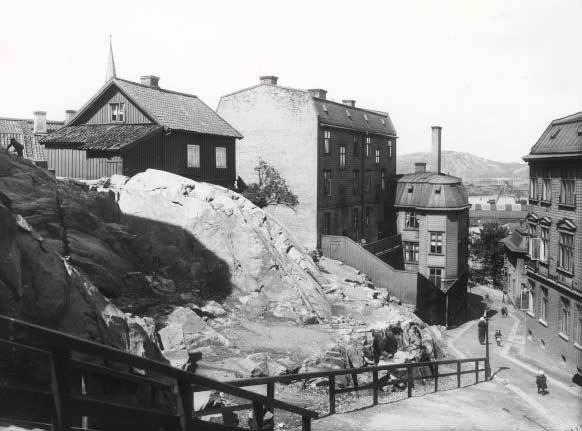
Landshövdingehus på Klamparegatan omkring 1900. Allt revs på 1960-talet. Bilden från Göteborgs Historiska Museum

Namnet Masthugget är belagt från 1647, Mastehugget  och syftar på den tillverkning av skeppsmaster som förekom i hamnområdet, genom att masttimmer skeppades till de masthamnar som låg mellan Skeppsbron och Stigberget och därefter färdigställdes. Den 4 oktober 1647 fick tretton masthuggare burskap i Göteborg. Därmed blev de egna företagare, som kunde anställa arbetare till masthuggning och bedriva skeppshandel. Detta datum kan därmed sägas vara Masthuggets tillblivelse.
Ett Masthandelskompani stiftades här redan 1642 och ett Masthuggaregille år 1676. Masthuggskajen anlades åren 1888-1902 med sex meters djup. Arbetet försenades dock av ett kraftigt ras den 25 november 1900, då cirka 100 meter av kajen försvann i älven. Ännu in på 1660-talet gick Masthugget officiellt under namnet Haga. Masthamnen var för övrigt det tidigare namnet på del av nuvarande Packhusplatsen (igenfylld 1861).
Masthugget var ett av de områden utanför den gamla staden som tidigt fick en regleringsplan för sin bebyggelse. År 1823 fastställde Kungl. Maj:t en plan som skulle ligga till grund för återuppbyggnaden av stadsdelen efter den stora branden i augusti 1821. Resultatet av denna plan förstördes dock vid en ny brand 1832 samt vid branden i november 1857. Ända fram på 1990-talet var bebyggelsen i huvudsak fortfarande reglerad efter den år 1866 fastställda planen för stadens områden utanför vallgraven. Trots revidera stadsplaner från 1942 och 1948, fanns då en del äldre magasinsbebyggelse mellan Första Långgatan och älven, av låg standard och mycket eldfarlig.
Stadsdelens södra delar består till stora delar av så kallade landshövdingehus. Detta är en hustyp som är mycket karakteristisk för Göteborg. Husen har tre våningar, med bottenvåning i sten och de två övre våningarna i trä. Den tidigaste bebyggelsen uppstod längs två huvudvägar västerut; Smala vägen, som motsvarade dagens Första Långgatan och Breda vägen, som löpte i en båge från Järntorget utefter Masthuggsbergen och fram till Johanneskyrkan.  Bebyggelsen bestod fram till mitten av 1800-talet av enkla bostadshus i en till två våningar samt några få herrgårdsliknande hus med större trädgårdar, som kunde sträcka sig från Masthuggsbergets fot och ända ner till älven. Stadsdelen tillhörde länge de fattigaste i Göteborg och många av de boende arbetade i hamnen eller på någon av de stora industrierna.
Liksom i Haga ägde man inte sina tomter, och om en belägring hotade tvingades man riva husen och flytta inom vallgravarna. Mellan 1870 och 1910 försvann all gammal träbebyggelse och 3-6 våningars stenhus uppfördes.
Göteborgs stadsfullmäktige beslöt 1 mars 1877 att installera fotogenlampor som nattbelysning i delar av den offentliga miljön i Masthuggsbergen, till en kostnad av cirka 50 kronor per lampa. Belysningssäsongen var 10 augusti - 10 maj. Elektriciteten kom till Masthugget i slutet av december 1892, då apoteket Svanen i hörnet av Järntorget och Andra Långgatan fick elektrisk belysning, så fick även herr Sigurd Smidts lampbutik i hörnet av Linné- och Tredje Långgatan (samma kvarter).
Söndagen den 12 augusti 1821, vid tiotiden på kvällen, utbröt en våldsam eldsvåda i handlanden Th. Gavins hus nära "Balast-kajen". Elden spred sig vidare söderut, upp över Masthuggsbergen, och slukade 83 stycken hus.

### Församlingen bildas 1908

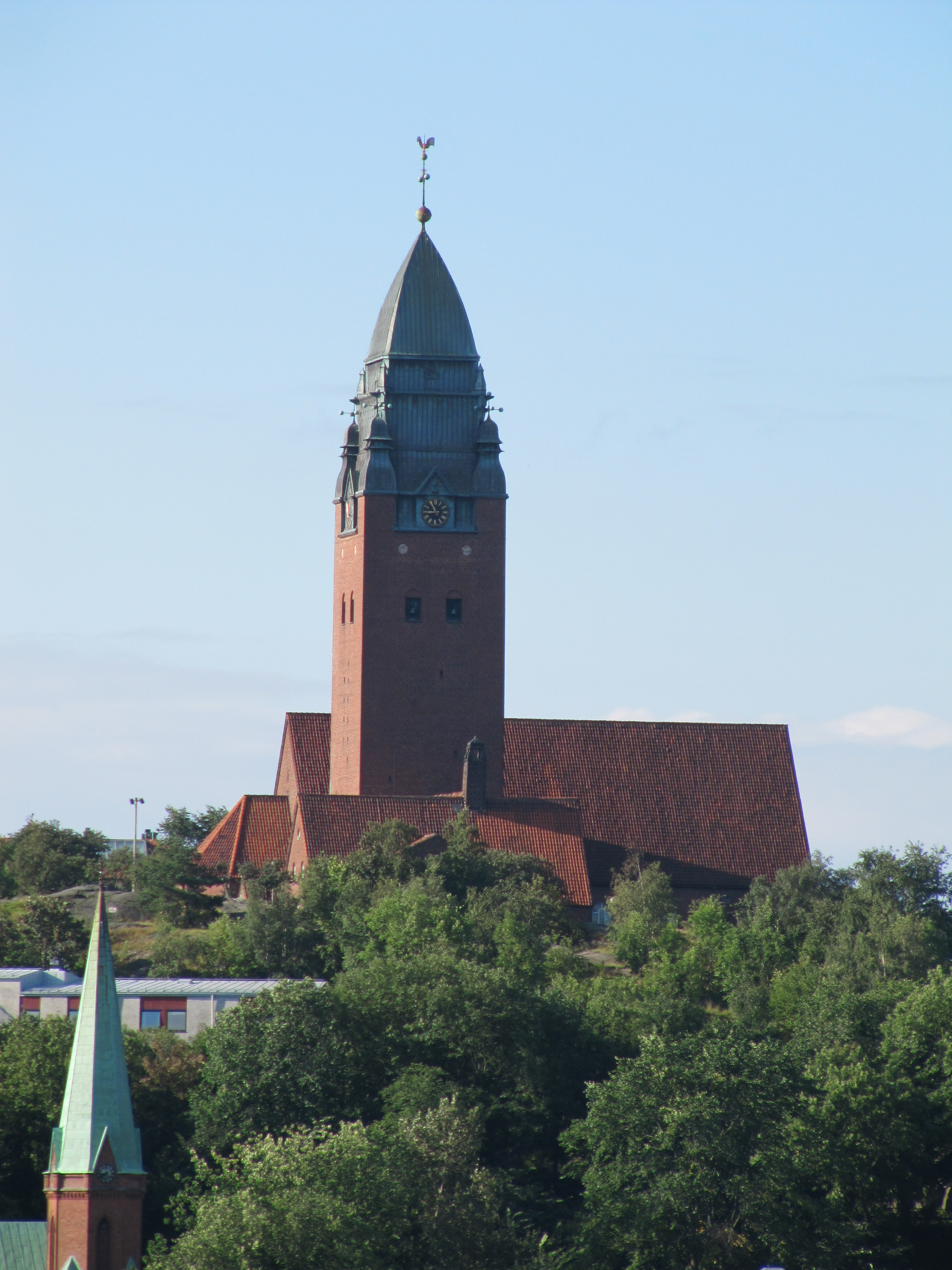
Masthuggskyrkan

Göteborgs församlingar blev territoriella den 1 maj 1883, vilket innebar att det nu fanns en direkt koppling mellan var man bodde och församlingstillhörighet. Masthuggets kyrkoförsamling kom även att innefatta områden utanför Masthugget. Delar av Majornas 3:e och 6:e rotar samt hela 5:e och 7:e rotarna (nuvarande Stigberget, Olivedal och Kommendantsängen, Pustervik, Slottsskogen samt en mindre del av Östra och hela Västra Haga kom att tillhöra församlingen. Församlingen delades 1908 och då utbröts Oscar Fredriks församling efter ett kungligt brev av den 27 april 1906, med bland annat följande lydelse:

Masthugget är ett område i Göteborgs Västra delar som huvudsakligen omfattar det så kallade Stigberget (ursprungligen Stegaberget) som sluttar ner mot Göta Älv och hamnen som även utgör gräns mot norr, samt de så kallade  Masthuggsbergen upp mot Slottsskogen som är ett skogbeväxt område åt söder. Höjdskillnaderna inom området är avsevärda. Från Masthuggstorget till Fjällgatan uppgår de till 40 meter, i vissa avsnitt är lutningen 1:3 i vissa 1:4. Vissa gator är också branta; ibland är dessa utformade som trappgator. Masthuggskyrkan ligger på områdets högsta punkt, 50 meter över Masthugget.
År 1907 beslutade Göteborgs stadsfullmäktige att upplåta tomten till nuvarande Masthuggskyrkan. Det utlystes en arkitekttävling som vanns av Sigfrid Ericson. Masthuggskyrkan började byggas 1910 och invigdes 1914.

### Ny bebyggelse under 1960-talet
Riksbyggens lokalförening i Göteborg, uppförde på Stigberget sydväst om Masthuggstorget 23 hus med 1 035 bostadsrätter under åren 1967-72. Biltrafiken leddes runt området enligt principen utifrån matning med adresspunkter på Andra Långgatan, Masthuggstorget, Tredje Långgatan, Klamparegatan, Fjällgatan, Repslagaregatan och Kjellmansgatan. All parkering fanns under däck med en bilplats per normallägenhet (75 kvadratmeter). Garagen mot Första Långgatan innehöll en bensinstation. Från samtliga garage ledde bostadshusens mittrapphus upp till gårdsplanet. Området inkluderade även pensionärs- och studentbostäder, kontorslokaler, ungdoms- och idrottslokaler, studenthem, småskola, daghem, lekskola och en större lekplats. Bostadshusen har fyra eller fem plan med genomgående lägenheter och ett, två eller tre plan med enkelsidiga smålägenheter. Storleken på lägenheterna varierade mellan 53,4 och 117 kvadratmeter.
Saneringsområdet på Stigberget begränsades i norr av Andra Långgatans fortsättning förbi Masthuggstorget, i söder av Fjällgatan, i väster av Skepparegatan vid Masthuggskyrkan och Johannes Kyrkogata samt i öster av Klamparegatan vid Oskar Fredriks skola och kyrka. Området bestod av 25 kvarter med 207 fastigheter med 1 860 bostadslägenheter och ett hundratal lokaler, varav staden var ägare till 69 fastigheter. Mellan 80 och 90 % av lägenheterna bestod av 1 rum och kök eller mindre. Minst 90 % hade torrklosett på gården. Den sanitära utrustningen bestod i huvudsak av ett kallvattenrör med gammaldags slask. Terrängen var starkt kuperad, och Mobergs trappor var den brantaste trappgatan. Med få undantag ansågs husen fullständigt nedslitna, även hus som inte var äldre än 30 år. Det var övervägande landshövdingehus och mindre trähus på området samt bara fem stenhus. Det var hus i storlekar från enfamiljshus till fastigheter med 30 lägenheter.
Stadsplanekontoret i Göteborg gjorde under maj—juli 1958 vissa inventeringar inom området. Dessa visade att de befintliga husen i huvudsak var byggda i trä, och att den sanitära standarden inom området var låg. Det fanns endast 3 fastigheter med centralvärme, wc och bad inom lägenheten. Drygt 200 lägenheter inom området var barnförbjudna av Hälsovårdsnämnden och ett 20-tal lägenheter var helt utdömda. Kartläggningen visade att de flesta husen på området var byggda mellan 1880 och 1910, men att det också funnits en viss byggverksamhet på 1930-talet. En byggnad inom området var uppförd 1955—56.

## Utveckling i modern tid

### Halvö byggs och Masthuggskajen bebyggs

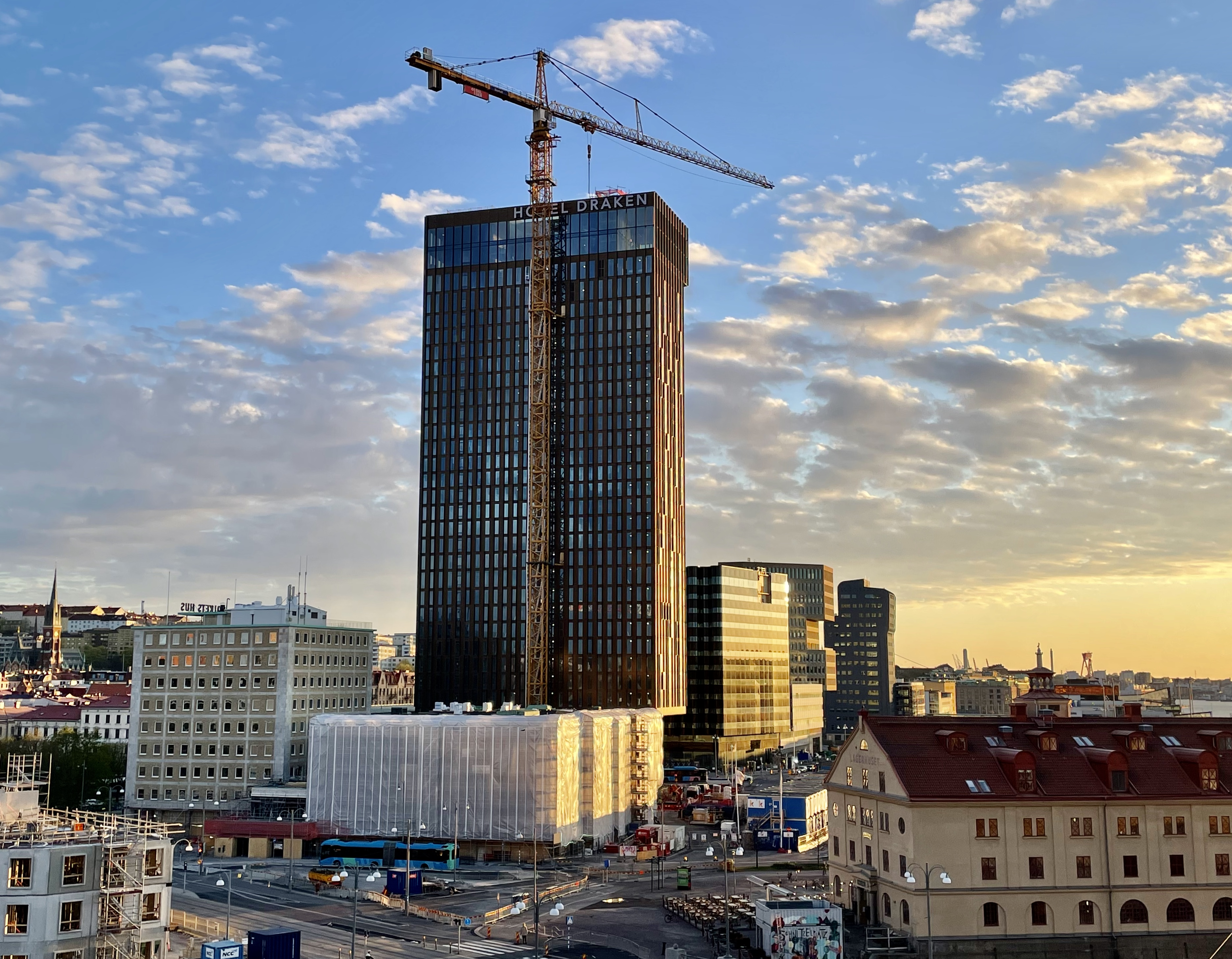
Den nya Masthuggskajen växer fram med Hotel Draken som främsta landmärke.

Under 2020-talet började stora delar av tidigare obebyggda delar av Masthuggskajen att bebyggas. Dessutom påbörjades byggandet av en konstruerad halvö som sträcker sig ut i Göta älv. Området beräknas att i stor utsträckning vara klart kring år 2030.  Byggandet av halvön inleddes under 2022.
Pågående projekt på Masthuggskajen utgörs exempelvis av Clarion Hotel Draken, Våghuset, Brick Studios och Stuveriet.
Under 2027 ska Stena terminalen flyttas till Arendal vilket skapar ytterligare yta för att bygga blandstad.

## Föreningar & företag

### Stigbergsbryggeriet
Det första bryggeriet i Masthugget hette Stigbergsbryggeriet, anlagt 1638 i anslutning till Stigbergets värdshus i 11 roten nr 77 (nuvarande Oskarsgatan 3). Arrendator 1638-1650 var Basilius Michelsson. Bryggeriet ägdes fram till 1755 av Göteborgs stad, och var i drift in på 1820-talet.

### Nykterhetslogen
Den första, svenska Godtemplarelogen bildades 1879 vid Fyrmästaregatan 79 i Masthugget.

### Masthuggets Bollklubb
Masthuggets Bollklubb bildades den 18 augusti 1933, med egen lokal på Storebackegatan 13. A-laget startade i klass 7 och blev två efter Udden och uppflyttad till klass 6. Första tränare var Evert Sjöberg och lagledare Ejnar Lysell. På 1950-talet flyttade klubben till en ny lokal på Skepparegatan 73 C.

## Kollektivtrafik
Den 16 maj 1931 startade "bussOscar" Johansson sin privata busstrafik i Masthugget, kallad "Masthuggslinjen". Fem år senare, den 16 oktober 1936 köpte Göteborgs Spårvägar dennes linjetrafik, och tog samtidigt över dennes personal. Vid andra världskrigets utbrott påbörjades linjearbetet för en elektrifiering av busstrafiken, och den 2 oktober 1940 startade trådbusstrafiken (linje M), på sträckan Järntorget - Jaegerdorffsplatsen. Den 20 januari 1941 var det premiär för linje F, vilken fem år senare - 1 juni 1946 - ändrade beteckning till "35:an". Linje M blev samtidigt till "36:an". Senare samma år utgick båda busslinjerna från Lilla Torget. Den sista resan med trådbusstrafik i Göteborg gick från sträckan Lilla Torget - Masthugget - Majorna ("36:an") den 14 november 1964. Trådbussarna ersattes av oljebussar. Senare hette busslinjen 85 och gick från Lilla Torget till ändhållplatsen Masthugget (på August Kobbsgatan i Olivedal). Numera heter busslinjen 61 och har en annan sträckning men ändhållplatsen är densamma på August Kobbsgatan. 

## Nyckeltal för primärområdet Masthugget

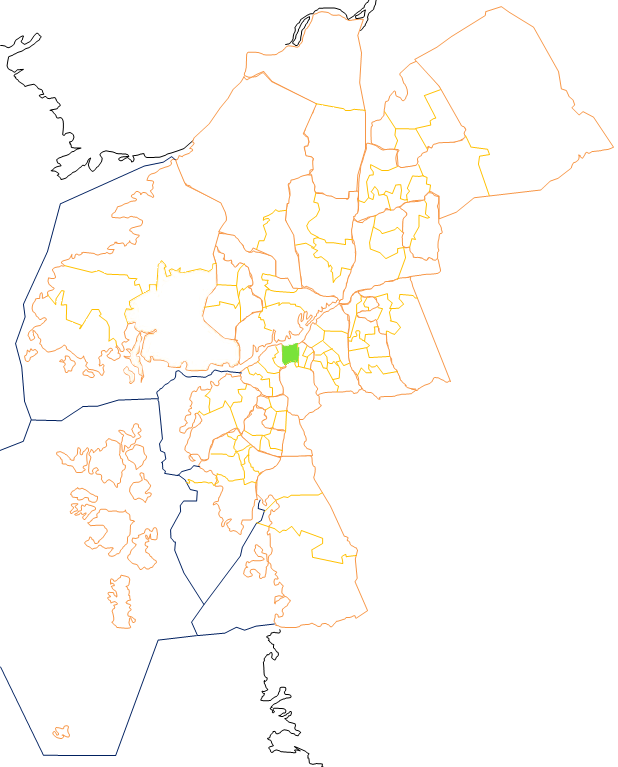
Masthugget

Nyckeltalen redovisar statistik som beskriver Göteborg och dess 96 delområden, primärområden, per den 31 december och kan användas för att jämföra de olika områdena. Nedan redovisas uppgifter för primärområdet och jämförelse görs mot uppgifterna för hela kommunen.
|                                                           | Masthugget | Hela Göteborg |
| --------------------------------------------------------- | ---------- | ------------- |
| Folkmängd                                                 | 11 215     | 587 549       |
| Befolkningsförändring 2020–2021                           | -61        | +4 493        |
| Andel födda i utlandet                                    | 17,4 %     | 28,3 %        |
| Andel utrikes födda eller med två utrikes födda föräldrar | 21,7 %     | 38,1 %        |
| Medelinkomst                                              | 350 300 kr | 332 400 kr    |
| Arbetslöshet                                              | 3,7 %      | 6,6 %         |
| Antal ersatta dagar från F-kassan per person (16-64 år)   | 15,3       | 19,5          |
| Andel med eftergymnasial utbildning (minst 3 år)          | 52,2 %     | 37,9 %        |
| Andel bostäder byggda 1961–1970                           | 39,7 %     |               |
| Andel bostäder i allmännyttan                             | 7,8 %      | 25,9 %        |
| Antal färdigställda bostäder 2021                         | 0          |               |
| Andel bostäder i småhus                                   | 0,0 %      | 18,3 %        |

## Gator och torg
Som helt eller delvis ligger i stadsdelen:
- Andra Långgatan (1883)
- Andréegatan (1930)
- Barlastgatan (1921)
- Bäckegatan (1883)
- Eldaregatan (1918)
- Emigrantvägen (1979)
- Fjärde Långgatan (1883)
- Första Långgatan (1883)
- Heurlins plats (1954)
- Hälsingegatan (1894)
- Järntorget
- Järnvågsgatan (1894)
- Kryssdäcket (1969)
- Linnégatan (1882)
- Masthamnsgatan (1921)
- Masthuggstorget
- Nordhemsgatan (1883)
- Olof Palmes plats (1986)
- Oskarsgatan (1882)
- Plantagegatan (1883)
- Stigbergsliden (1957)
- Sänkverksgatan (1921)
- Tredje Långgatan (1883)
- Värmlandsgatan (1883)
- Östra Sänkverksgatan (1883)

## Byggnadskvarter
- Kvarter 1 Fregatten
- Kvarter 2 Skonaren
- Kvarter 3 Briggen
- Kvarter 4 Barken
- Kvarter 5 Galeasen
- Kvarter 6 Jakten
- Kvarter 7 Smacken
- Kvarter 8 Skutan
- Kvarter 9 Slupen
- Kvarter 10 Kryssaren
- Kvarter 11 Korvetten
- Kvarter 12 Kostern
- Kvarter 13 Kuttern
- Kvarter 24 Kanoten (utgått)
- Kvarter 25 Vessingen
- Kvarter 26 Koggen
- Kvarter 27 Brigantinen (utgått)
- Kvarter 28 Loggerten
- Kvarter 29 Koffen
- Kvarter 30 Snipan
- Kvarter 31 Barkassen

Kvarter tillkomna efter 1923
- Kvarter 32 Kajaken
- Kvarter 34 Pirogen

## Kända personer från Masthugget
- Sonya Hedenbratt, sångerska och skådespelerska.
- Eric S. Alexandersson, författare och journalist.
- Kjell Högfelt, industriman inom ABB-koncernen.
- Jonas Sjöstedt, före detta partiledare för Vänsterpartiet.
- Peter Andersson, skådespelare och röstskådespelare.
- Albin Lee Meldau, sångare och låtskrivare.

### Skönlitteratur
- Agerström, Ida (1934). Klamparegatan sextitre : historier om gamla och unga masthuggsbor vid sekelskiftet. Göteborg: Västra Sverige. Libris 1350591
- Alexandersson, Eric S (1957). Peter från Masthugget : skisser. Stockholm: Gummesson. Libris 793770
- Alexandersson, Eric S (1969). Heja Masthugget!. Stockholm: Gummesson. Libris 793597
- Alexandersson, Eric S (1970). Revolt i Masthugget. Stockholm: Gummesson. Libris 793771
- Alexandersson, Eric S (1971). Utblick från Masthugget. Sthlm: Gummesson. Libris 7597886. ISBN 91-7070-220-9
- Alexandersson, Eric S (1973). Änglarna i Masthugget. Sthlm: Gummesson. Libris 7597945. ISBN 91-7070-362-0
- Dickson, Walter (1943). Det gamla huset : Masthuggsnoveller. Stockholm: Bonnier. Libris 1395214
- Dickson, Walter (1942). Perspektiv från Stigberget : Masthugget i augusti 1941. Stockholm: Bonnier. Libris 675552
- Gegerfelt, Alf (1987). Farväl Masthugget. Göteborg: Tre böcker. Libris 7748979. ISBN 91-85414-73-5
- Gegerfelt, Alf; Gegerfelt, Inger (1986). Vardagsliv i Masthugget. Göteborg: Tre böcker. Libris 7748961. ISBN 91-85414-53-0
- Lindén, Jörgen (1991). Förbannade Solgårdsungar!. Stockholm: Norstedt. Libris 7155545. ISBN 91-1-902722-2 - Roman om att växa upp i barnrikehus i Masthugget på 1940- och 1950-talen.
- Lindén, Jörgen (1993). Solgårdsungarnas uttåg. Stockholm: Norstedt. Libris 7156141. ISBN 91-1-922362-5